# Gertrude Elles
Gertrude Elles est une géologue et paléontologue britannique, née le 8 août 1872 à Wimbledon et morte le 18 novembre 1960 à Helensburgh. Elle est enseignante-chercheure à l'université de Cambridge et principale-adjointe de Newnham College, de 1925 à 1936.

## Jeunesse et études
Née le 8 octobre 1872 à Wimbledon de parents écossais, Gertrude Elles suit ses études au Wimbledon High School et au Newnham College de Cambridge. En 1895, elle reçoit les honneurs en tant que major de promotion dans les trois matières relatives aux sciences naturelles enseignées dans l'établissement. Elle se rend à Dublin en 1905 pour y passer son doctorat, L'université de Cambridge n'offrant pas encore, à l'époque, la possibilité de valider un diplôme aux femmes. Entre 1904 et 1907, un accord est cependant conclu entre l'université de Cambridge, l'université d'Oxford et le Trinity College de Dublin pour que les anciennes élèves de Cambridge et d'Oxford, surnommées les Steamboat ladies, puissent valider leur formation à l'université de Dublin.
Gertrude Elles ne s'est jamais mariée et n'a pas eu d'enfants. Atteinte d'une dégradation évolutive de l'ouïe vers 43 ans, elle perd petit à petit ses facultés d'audition au cours des trente cinq années suivantes jusqu'à devenir presque sourde. Elle décide finalement de rentrer en Écosse, sa terre natale, où elle meurt en 1960.

## Carrière académique
Elles fait l'intégralité de sa carrière d'universitaire au Newnham College, Université de Cambridge. Elle travaille notamment avec Ethel Wood, Margaret Crosfield et Charles Lapworth.
Membre active du Club de Sedgwick, la société géologique officielle de l'université de Cambridge elle joue un rôle central dans la gestion et le management du club.
Ses études sur la taxonomie et l'évolution des graptolites, réalisés en utilisant des échantillons du nord du Pays de Galles et des Skiddaw slates du Lake District, en Angleterre et des schistes de Wenlock prélevés près des frontières galloises, sont d'une importance fondamentale. Elles développe notamment une méthode qui consiste à examiner les communautés fossiles plutôt que les seuls individus. Elle travaille également sur la stratigraphie du Paléozoïque inférieur, en utilisant les graptolites comme outil pour délimiter les fuseaux horaires.
Elles est la première femme à obtenir un poste de lectorat à Cambridge en 1924 et devient vice-principale du Newnham College en 1930. Elle continue à donner des conférences et à faire de la recherche jusqu'à sa retraite en 1938. Elle est également nommée lectrice émérite en 1938 et continue de superviser des étudiants malgré son statut de retraitée.
Son excellence en tant qu'enseignante a été reconnue par les étudiants. Certains de ceux qu'elle a supervisés et encadrés à Cambridge firent eux-mêmes de brillantes carrières en géologie, notamment Dorothy Hill, Elizabeth « Betty » Ripper et Oliver Bulman.

## Prix et distinctions
Elles reçoit le Lyell Fund de la Société géologique de Londres en 1900 pour ses travaux sur les graptolites, mais elle n'est pas en mesure de venir le chercher en personne, en effet les femmes ne sont pas autorisées à assister aux réunions du comité à cette époque.
En 1919, elle devient l'une des premières femmes admises à la Société géologique de Londres et, remporte, la même année, la médaille Murchison.
Elle devient présidente la British Science Association en 1923.
Elle est également faite membre de l'ordre de l'Empire britannique pour son travail avec la Croix-Rouge pendant la Première Guerre mondiale.

## Publications
Les publications issues de ses recherches sur les graptolites ont été rassemblées dans un livre :
- G. Elles, EMR. Wood, Monographie des graptolites britanniques, parties 1 à 11, Palaeontological Society, Londres, Monographies, 1901-1918, p. 1-539

Elle a également écrit ou co-écrit un certain nombre d'autres articles scientifiques :
- La relation entre les roches ordoviciennes et siluriennes de Conway (Nord du Pays de Galles), Journal trimestriel de la Geological Society, Londres, no 65, 1909, p. 169–194.
- Les faunes à graptolites des îles britanniques, Actes de l'Association des géologues no 33, 1922, p. 168–200.
- Le pays Bala : sa structure et sa succession rocheuse, Journal trimestriel de la Geological Society, Londres, no 78, 1922, p. 132-175.
- avec I.L. Slater, Les plus hauts rochers siluriens du district de Ludlow, Journal trimestriel de la Geological Society, Londres, no 62, 1906, p. 195-221.
- avec EMR. Wood, Notes supplémentaires sur les schistes secs de Drygill, Geological Magazine no 2, 1895, p. 216–249.